# Me llaman Gorrión
Me llaman Gorrión fue una exitosa telenovela peruana producida por Panamericana Televisión de 1974. Historia original de Abel Santa Cruz de la original argentina de 1973.

## Argumento
Rosa Morelli (Regina Alcover) es una muchacha de condición humilde y escasos recursos, se disfraza y hace pasar por un muchacho, para conseguir trabajo y poder sostener a su abuela y al pequeño Coquito.
Se emplea como repartidora en un almacén, llevando los víveres a todas las casas. Así conocerá a Gabriel Mendoza (Osvaldo Cattone)
la joven se enamora. Aunque él está comprometido para casarse. Cuando Gabriel conoce la verdadera identidad de Rosa
también le corresponde.
Sin embargo, ella deberá luchar contra el desprecio de algunas personas que rodean a Gabriel
incluyendo su prometida que no se resigna a terminar la relación.

## Elenco
- Regina Alcóver... Rosa Morelli
- Osvaldo Cattone... Gabriel Mendoza
- Daniel Lugo...Lechuga
- Martha Figueroa
- María del Carmen Ureta
- Orlando Sacha
- Finna Gessa
- Tito Salas
- Nerón Rojas
- Walter Ciurlizza

## Versiones
- Hola, Pelusa telenovela argentina de 1980 con Ana María Picchio y Juan Jose Camero.
- María Sol  telenovela argentina de 1993 con Flavia Palmiero.
- Gorrión, segunda versión de la telenovela en el mismo canal, en 1994 con Marisol Aguirre y Christian Meier.
- Mi pequeña traviesa telenovela mexicana de 1997 con Michelle Vieth y Hector Soberon.
- Pequena Travessa telenovela brasileña de 2002 con Bianca Rinaldi y  Rodrigo Veronese.
- Niña de mi corazón  telenovela mexicana de 2010 con Paulina Goto  y Erick Elias.

- Datos: Q51066061